# Космос-2183
Космос-2183 је један од преко 2400 совјетских вјештачких сателита лансираних у оквиру програма Космос.
Космос-2183 је лансиран са космодрома Тјуратам, Бајконур, Казахстан, 8. априла 1992. Ракета-носач Сојуз је поставила сателит у орбиту око планете Земље. Маса сателита при лансирању је износила 6600 килограма. Космос-2183 је био осматрачки сателит.